# Basilobelba atimonensis
Basilobelba atimonensis är en kvalsterart som beskrevs av Corpuz-Raros 1980. Basilobelba atimonensis ingår i släktet Basilobelba och familjen Basilobelbidae. Inga underarter finns listade.